# Człowiek słoń
Człowiek słoń (ang. The Elephant Man) – amerykański film z 1980 roku w reżyserii Davida Lyncha.
Film powstał na podstawie dzienników Fredericka Trevesa oraz książki The Elephant Man: A Study in Human Dignity autorstwa Ashleya Montagu.

## Opis fabuły
Film jest opowieścią o życiu człowieka tragicznie doświadczonego przez los – Johna R. Merricka.
Merrick cierpi na dziedziczną chorobę (zespół Proteusza), która bardzo zniekształciła mu głowę. Jest przez to nazywany „Człowiekiem słoniem” i jest atrakcją w jarmarcznym cyrku. Lekarz Frederick Treves zainteresował się nim jako niezwykłym przypadkiem medycznym. John zostaje przewieziony do londyńskiego szpitala i z pomocą lekarza odzyskuje wiarę w siebie oraz godność, utracone przed laty w objazdowym cyrku.
Z czasem okazało się, że John to inteligentna i wrażliwa osoba, która staje się ozdobą wiktoriańskich salonów.

## Role główne
- John Hurt – John Merrick
- Anthony Hopkins – dr Frederick Treves
- Anne Bancroft – pani Kendal
- John Gielgud – Carr Gomm
- Wendy Hiller – Mothershead
- Freddie Jones – Bytes
- Dexter Fletcher – Chłopiec Byte’a
- Hannah Gordon – Pani Treves

## Nagrody i nominacje
Oscary za rok 1980, nominacje:
1. Najlepszy film – Jonathan Sanger
2. Najlepsza reżyseria – David Lynch
3. Najlepszy scenariusz – Christopher De Vore, Eric Bergren, David Lynch
4. Najlepsza scenografia – Robert Cartwright, Hugh Scaife, S. Craig
5. Najlepsze kostiumy – Patricia Norris
6. Najlepsza muzyka – John Morris
7. Najlepszy montaż – Anne V. Coates
8. Najlepszy aktor – John Hurt

Złote Globy 1980, nominacje:
1. Najlepszy film dramatyczny
2. Najlepsza reżyseria – David Lynch
3. Najlepszy scenariusz – Eric Bergren, Christopher De Vore
4. Najlepszy aktor w filmie dramatycznym – John Hurt

Nagrody BAFTA 1980
1. Najlepszy film – Jonathan Sanger
2. Najlepsza scenografia i dekoracje wnętrz – Stuart Craig
3. Najlepszy aktor – John Hurt

nominacje
1. Najlepsza reżyseria – David Lynch
2. Najlepszy scenariusz – David Lynch, Eric Bergren, Christopher De Vore
3. Najlepsze zdjęcia – Freddie Francis
4. Najlepszy montaż – Anne V. Coates

Cezary 1982
1. Najlepszy film zagraniczny – David Lynch